# Chittagong Abahani Limited
Il Chittagong Abahani Limited, meglio noto come Chittagong Abahani, è una società calcistica bengalese della città di Chittagong. Milita in Premier League, la massima divisione del campionato bengalese.

## Storia
Alla fine degli anni 1970, un organizzatore di eventi calcistici nella città di Chittagong, di nome Didarul Alam Chowdhury, rimase affascinato dal club calcistico Abahani Ltd. Dacca, fondato pochi anni prima. Chowdhury, quindi, volle istituire una società calcistica della città di Chittagong, e il 10 ottobre 1980 organizzò un incontro con alcuni membri locali, in cui venne ufficialmente istituito il nuovo club.
Dopo aver partecipato, per diversi anni, a campionati prevalentemente locali, il Chittagong Abahani nel 1999 vince la Chittagong League e si qualifica alla National Football League, campionato su scala nazionale. Il club partecipa a questo torneo fino al 2007, quando la Federazione calcistica del Bangladesh istituisce la Premier League, la nuova massima serie del campionato bengalese, in viene inserito anche il Chittagong Abahani. Il club rimane in questa serie per tre stagioni, quando viene retrocesso alla seconda divisione bangladese, la Bangladesh Championship League (nella stagione 2010-2011).
Alla prima stagione nella seconda divisione la squadra si posiziona ultima, ma non esisteva ancora una terza serie, motivo per cui non viene retrocessa. Nella stagione successiva, invece, la squadra vince la Bangladesh Championship League 2012-2013, ritornando quindi nella massima serie, in cui nella stagione 2014-2015 si posiziona al nono posto.
Nel 2015, invece, il Chittagong Abahani organizza la prima edizione della Sheikh Kamal International Club Cup, una competizione tra club asiatici; questo è il primo torneo internazionale che si svolge a Chittagong dal 1982. Il torneo è stato vinto proprio dal club ospitante, battendo in finale l'East Bengal. A maggio 2016 il club colleziona un altro trofeo, l'Independence Cup, un torneo nazionale bengalese. Nella stessa stagione (2015-2016) il club ottiene il suo miglior piazzamento della sua storia nella Premier League, classificandosi secondo.
Nella stagione 2017-2018 il club si classifica secondo in Independence Cup, in finale della coppa nazionale e terzo in campionato. Tuttavia, nella stagione successiva, le prestazioni peggiorano: il club viene infatti eliminato quasi all'inizio dei tornei e si classifica ottavo in campionato. Da questa stagione, infine, il club rimane sempre nella Premier League, senza venire mai retrocesso.

## Colori e simboli
I colori sociali del Chittagong Abahani sono il giallo e l'azzurro, che vengono ripresi nella maglietta della divisa casalinga, abbinata a pantolcini e calzettoni azzurri, e nello stemma del club. La divisa da trasferta, invece, presenta una maglietta viola con pantaloncini viola e calzettoni gialli.

## Strutture

### Stadio
Il Chittagong Abahani gioca le partite casalinghe al MA Aziz Stadium, con circa 36 000 posti a sedere. Durante la sua storia, però, il club ha utilizzato anche altri stadi come sede casalinga, per via di restrizioni in gran parte dovute alla pandemia di COVID-19.

## Società

### Organigramma societario
- Presidente: Abdul Latif
- Vice presidente: Ruhul Amin
- Direttore sportivo: Maruful Haque
- Direttore generale: Mahbubul Alam

### Sponsor
- 2015-2017 Saif Powertec Limited
- 2018-2020 Saif Power Battery
- 2020- Ignite Battery

### Settore giovanile
Il settore giovanile del Chittagong Abahani comprende una sola squadra, quella Under-18, che milita nella BFF U-18 Football League, la massima serie bengalese per club giovanili.

## Allenatori
- ????-ago. 2015  Asaduzzaman Jhontu
- ago. 2015-mar. 2016  Shafiqul Islam Manik
- mar. 2016-set. 2016  Józef Pavlík
- set. 2016-dic. 2016  Zulfiker Mahmud Mintu
- 2017-2018  Saiful Bari Titu
- 2018-2019  Zulfiker Mahmud Mintu
- 2019-2022  Maruful Haque
- nov. 2022-feb. 2023  Saiful Bari Titu
- feb. 2023-mar. 2024  Mahabubul Haque Juwel
- mar. 2024-  Tajuddin Taju

## Palmarès

### Competizioni nazionali
- Chittagong League: 4

1979-1980, 1993-1994, 1995-1996, 1998–1999
- Bangladesh Championship League: 1

2012-2013
- Independence Cup: 1

2016

### Competizioni internazionali
- Sheikh Kamal International Club Cup: 1

2015

## Statistiche e record

### Partecipazione ai campionati
| Livello | Categoria         | Partecipazioni | Debutto   | Ultima stagione | Totale |
| ------- | ----------------- | -------------- | --------- | --------------- | ------ |
| 1º      | Premier League    | 14             | 2007-2008 | 2023-2024       | 14     |
| 2º      | Seconda Divisione | 2              | 2011-2012 | 2012-2013       | 1      |
| 3º      | Terza Divisione   | 2              | 2000-2001 | 2001-2002       | 1      |

## Organico

### Rosa 2023-2024
| N. |                       | Ruolo | Calciatore             |
| -- | --------------------- | ----- | ---------------------- |
| 1  | Bangladesh (bandiera) | P     | Ashraful Islam Rana    |
| 2  | Bangladesh (bandiera) | D     | Raihan Hasan           |
| 3  | Bangladesh (bandiera) | D     | Rashedul Alam Moni     |
| 4  | Bangladesh (bandiera) | D     | Yeasin Khan            |
| 5  | Bangladesh (bandiera) | D     | Nasiruddin Chowdhury   |
| 6  | Bangladesh (bandiera) | C     | Imran Hassan Remon     |
| 7  | Bangladesh (bandiera) | C     | Kawsar Ali Rabbi       |
| 8  | Bangladesh (bandiera) | C     | Hemonta Vinsent Biswas |
| 9  | Bangladesh (bandiera) | A     | Mannaf Rabby           |
| 11 | Bangladesh (bandiera) | A     | Jamir Uddin            |
| 12 | Bangladesh (bandiera) | D     | Sajon Miah             |
| 13 | Bangladesh (bandiera) | C     | Amiruzzaman Saymon     |
| 14 | Bangladesh (bandiera) | C     | Sabbir Hossain         |
| 15 | Bangladesh (bandiera) | D     | Amit Hasan             |
| 16 | Bangladesh (bandiera) | C     | Sohel Rana             |
| 17 | Bangladesh (bandiera) | C     | Faysal Ahmed           |
| 18 | Bangladesh (bandiera) | C     | Ranju Sikder           |
| 19 | Nigeria (bandiera)    | A     | Ojukwu David Ifegwu    |

| N. |                       | Ruolo | Calciatore              |
| -- | --------------------- | ----- | ----------------------- |
| 20 | Bangladesh (bandiera) | A     | Jahedul Alam            |
| 21 | Bangladesh (bandiera) | C     | Sohanur Rahman Sohan    |
| 22 | Bangladesh (bandiera) | P     | Showkat Hossen Hasan    |
| 24 | Bangladesh (bandiera) | D     | Riaj Uddin Sagor        |
| 25 | Uzbekistan (bandiera) | A     | Khudoyorkhon Sagdullaev |
| 27 | Bangladesh (bandiera) | C     | Shakil Ali              |
| 28 | Bangladesh (bandiera) | D     | Rifat Hasan Sarthok     |
| 29 | Bangladesh (bandiera) | C     | Asadul Islam Sakib      |
| 30 | Bangladesh (bandiera) | P     | Monirul Islam Tuhin     |
| 31 | Bangladesh (bandiera) | D     | Zahid Hasan             |
| 32 | Nigeria (bandiera)    | A     | Paul Komolafe           |
| 34 | Nigeria (bandiera)    | C     | Wasiu Semiu             |
| 35 | Bangladesh (bandiera) | P     | Nasrul Islam Hero       |
| 37 | Bangladesh (bandiera) | A     | Iftasam Rahman Jidan    |
| 40 | Bangladesh (bandiera) | P     | Ariful Islam            |
| 44 | Bangladesh (bandiera) | D     | Rostam Islam Dukhu Mia  |
| 66 | Bangladesh (bandiera) | C     | Md Al Imran             |
| 99 | Bangladesh (bandiera) | A     | Emtiyaz Raihan          |

### Staff tecnico
Area tecnica
- Tajuddin Taju - Allenatore
- Arafat Ali Rony - Vice allenatore
- Arman Aziz - Collaboratore tecnico
- Shahabuddin - Preparatore portieri

Area medica
- Fuad Hasan Hawlader - Fisioterapista